# Kreuzigungsfenster (Étampes)

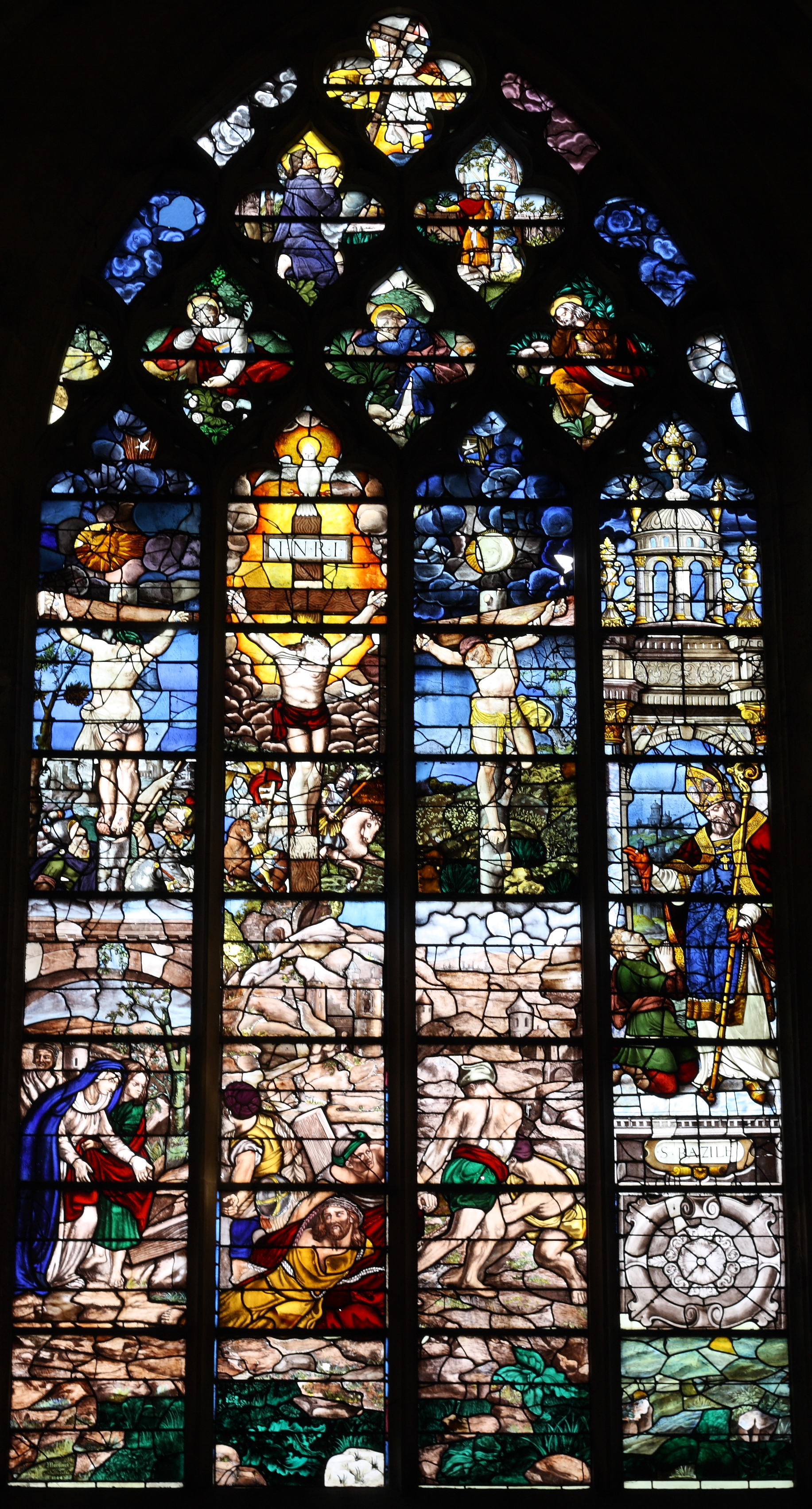
Kreuzigungsfenster in Étampes

Das Kreuzigungsfenster in der katholischen Kirche St-Basile in Étampes, einer Stadt im Département Essonne in der Region Île-de-France, wurde im dritten Viertel des 16. Jahrhunderts geschaffen. Das Bleiglasfenster wurde 1908 als Monument historique in die Liste der geschützten Objekte (Base Palissy) in Frankreich aufgenommen.
Das zentrale Fenster im Chor ist circa neun Meter hoch und drei Meter breit. Es wurde von einer unbekannten Werkstatt geschaffen. Es zeigt auf vier Lanzetten eine Kreuzigungsszene mit der Kreuzigung Jesu und darunter den kreuztragenden Jesus (links) sowie den heiligen Basilius (rechts) als Bischof.
Im Maßwerk sind Christus am Ölberg und drei Jünger dargestellt. 
Im Jahr 1844 wurde das Fenster von der Werkstatt Martinet in Belleville bei Paris restauriert und ergänzt.

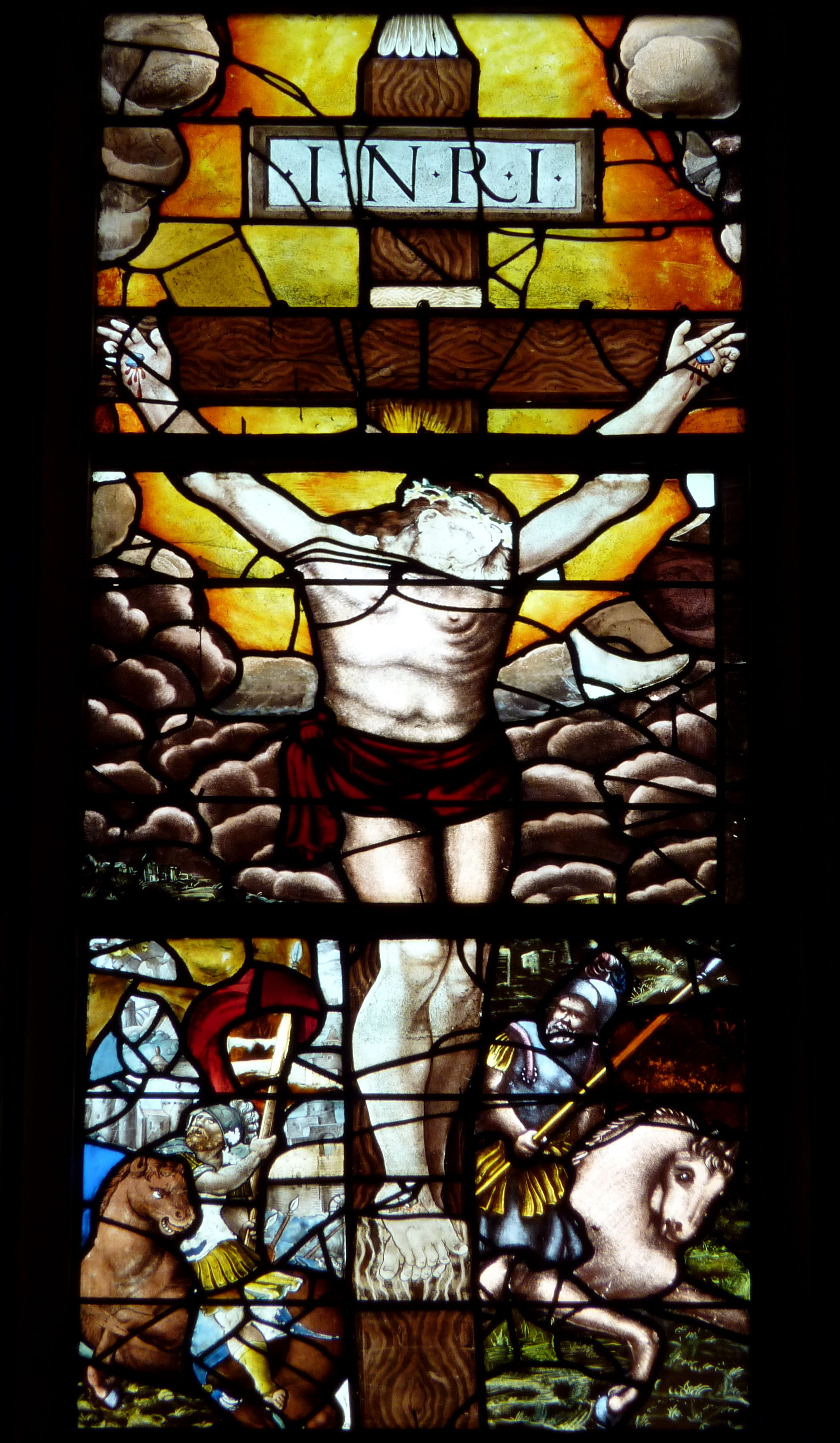
Christus am Kreuz
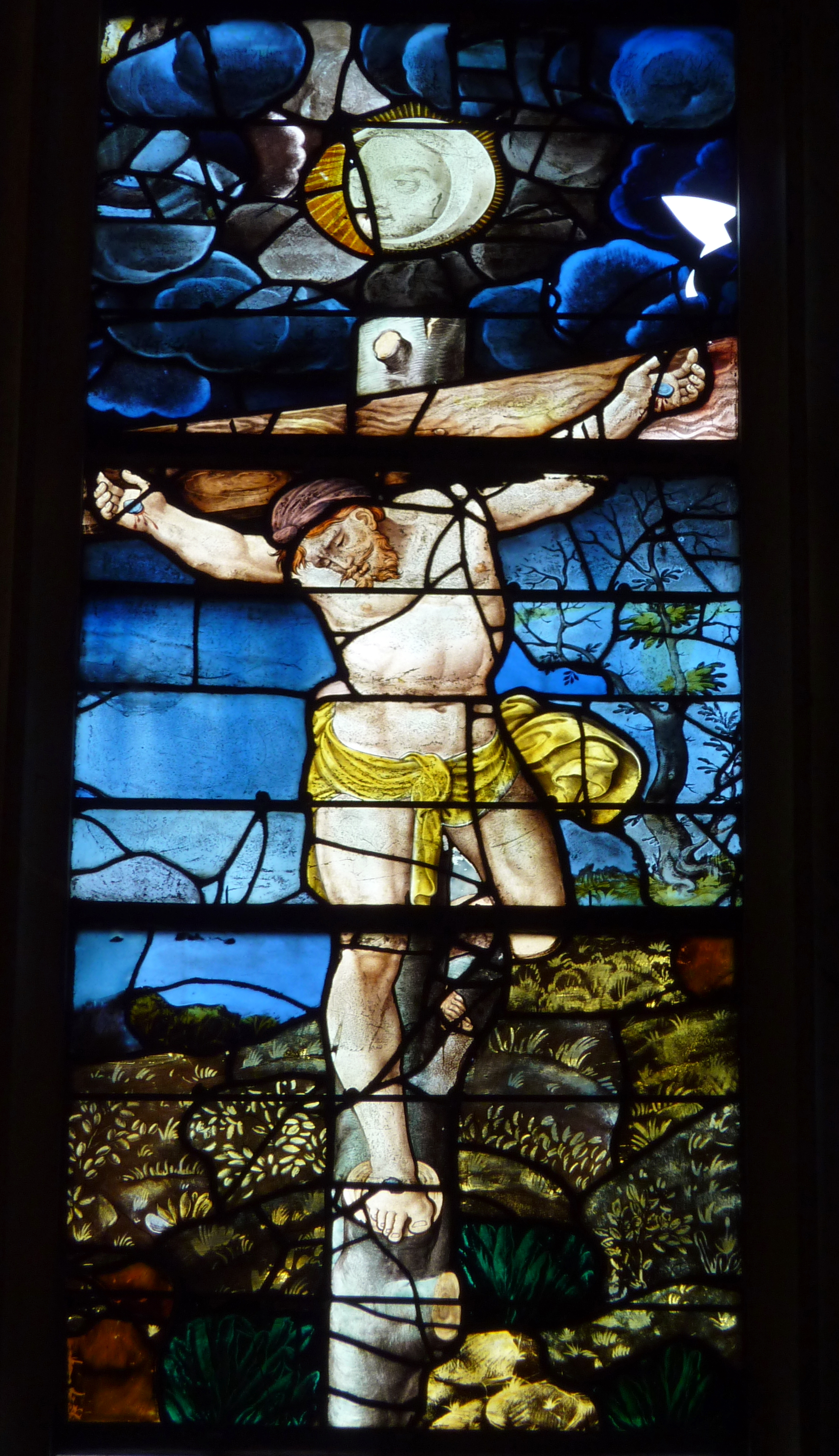
Dismas (rechts von Christus)
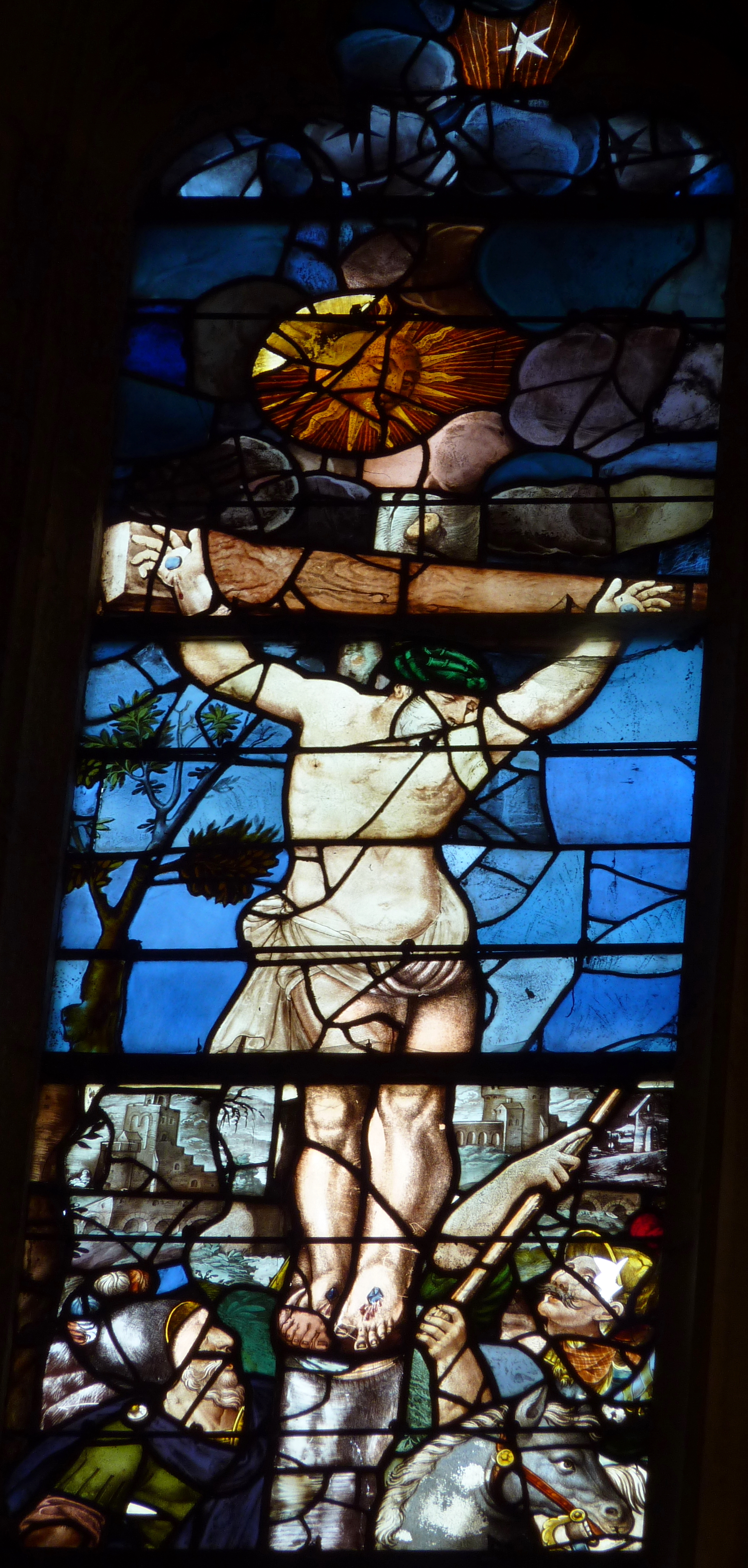
Gestas (links von Christus)
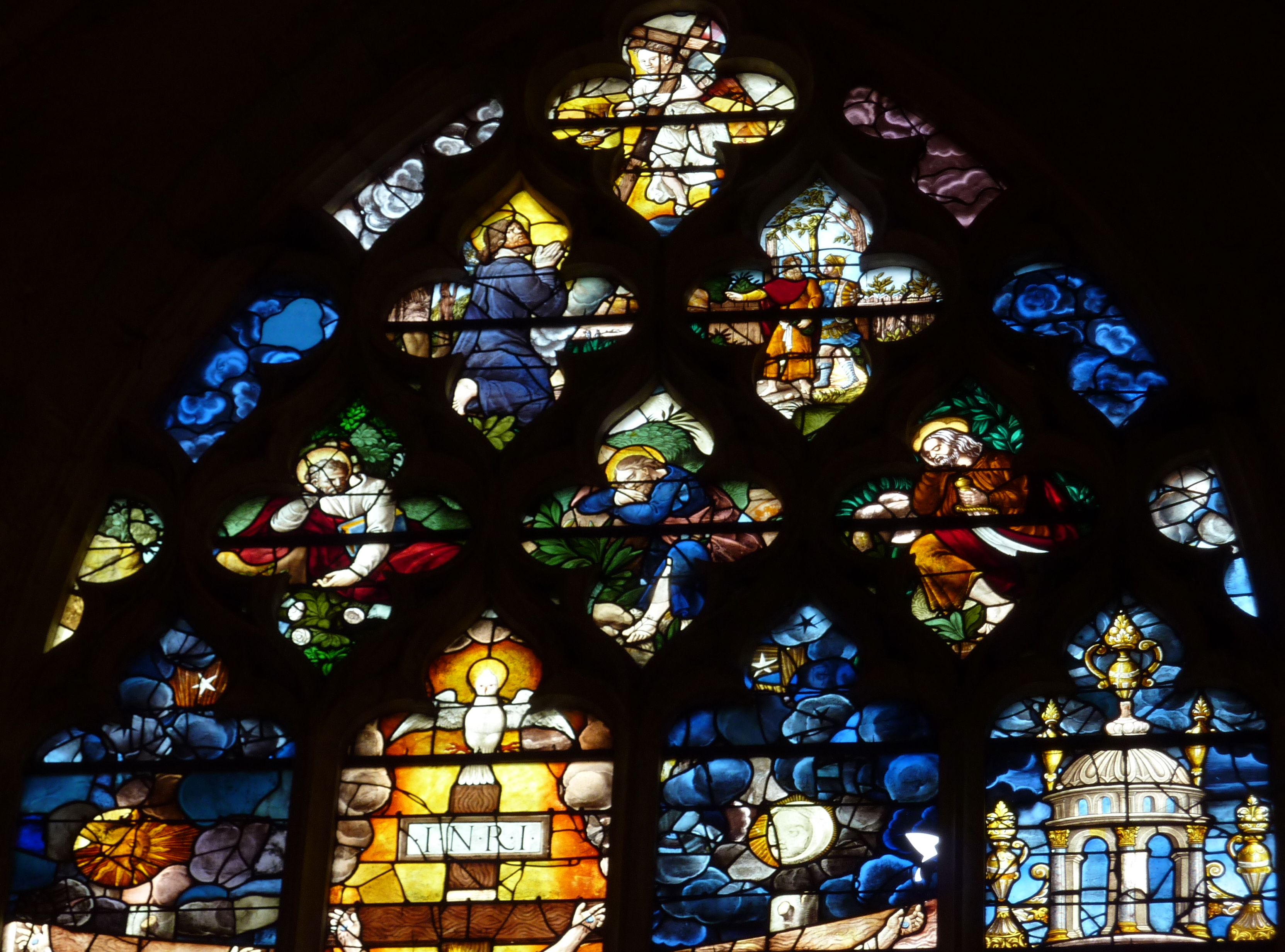
Maßwerk